# Tamias durangae
Tamias durangae är en däggdjursart som först beskrevs av J.A.Allen 1903.  Den ingår i släktet jordekorrar och familjen ekorrar. IUCN kategoriserar arten globalt som livskraftig.

## Taxonomi
Inga underarter finns listade i Catalogue of Life. Wilson och Reeder nämner T. nexus Elliot, 1905 och T. solivagus (A. H. Howell, 1922) som synonymer ; vissa auktoriteter betraktar åtminstone den sistnämnda som en underart, vilket enligt dessa ger de två underarterna:
- T. durangae durangae samt
- T. durangae solivagus

## Beskrivning
Arten har fem mörka och fyra blekbeige längsstrimmor på ryggen, med strimman längs med ryggraden svart med brunaktiga kanter, och de yttre mörka strimmorna mera brunaktiga. Även på huvudet finns strimmor, en svart med brun inblandning som går förbi ögat, och en som går på nederdelen av kinden och är gulaktigt mellanbrun. Skuldrorna är gråaktiga, sidorna och bakdelen gråbruna. Svansens ovansida är även den gråbrun, medan undersidan är mörkt brungul. Buken är krämfärgad. I sommardräkten är hjässan en blandning av gulbrun och ljusgrå päls. Kroppslängden hos hanen varierar mellan 12,5 och 15,6 cm, ej inräknat en svans mellan 8 och 10 cm lång, samt för honan en kroppslängs på 13,1 till 15 cm, med en svans mellan 8,7 och 11 cm. T. durangae solivagus är något mörkare och mindre än nominatunderarten.

## Ekologi
Arten är en bergsart som lever på höjder mellan 1 950 och 2 550 m. Den är vanlig i fuktig blandskog av ek och tall, och mindre allmän i torrare skogar. Bon och gömslen inrättas bland klippor, under timmerstockar och bland löv och barr. Födan består av frön, ollon och tallkottar.
Inte mycket är känt om fortplantningen, men dräktiga honor har påträffats från maj till juli, och digivande sådana från juni till augusti.

## Utbredning
Arten förekommer i norra Mexiko från sydvästra Chihuahua över västra-centrala Durango till sydöstra Coahuila.